# Algoasaurus
Algoasaurus là một chi khủng long, được Broom mô tả khoa học năm 1904.